# Skalná (szczyt)
Skalná (1297 m) – szczyt w Wielkiej Fatrze na Słowacji. Wznosi się w północnym grzbiecie Smrekova (1441 m). Grzbiet ten oddziela dolinę Selenec od Dedošovej doliny (Dedošová dolina). Do tej ostatniej opada ze szczytu Skalnej krótki grzbiet oddzielający dwie boczne jej odgałęzienia. Są to dolinki Horárova dolina i  Predný Drobkov. W stoki północno-zachodnie wcina się Skalná dolina (odnoga doliny Selenec).
Skalná jest całkowicie porośnięta lasem, ale są w nim duże skaliste urwiska i skały. Znajduje się w obrębie Parku Narodowego Wielka Fatra i nie prowadzi przez nią żaden szlak turystyczny.